# Nick Olesen
Nick Olesen, född 14 november 1995 i Frederikshavn, är en dansk professionell ishockeyspelare (forward) som spelar för IK Oskarshamn i Svenska Hockeyligan.